# Mesoleuca
Mesoleuca is een geslacht van vlinders uit de familie van de spanners (Geometridae) en de onderfamilie Larentiinae.

## Soorten
- Mesoleuca alaudaria Freyer, 1846
- Mesoleuca albicillata Linnaeus, 1758 - brummelspanner
- Mesoleuca bimacularia Leech, 1897
- Mesoleuca costipannaria Moore, 1867
- Mesoleuca gratulata (Walker, 1862)
- Mesoleuca mandschuricata Bremer, 1864
- Mesoleuca ruficilliata Guenée, 1858